# Castillo Palacio Arzobispal (Albalate del Arzobispo)
El castillo-palacio Arzobispal de Albalate del Arzobispo, situado en una pequeña meseta en un altozano desde donde se fue desarrollando el primer núcleo de la población, en sentido radial y ceñido por el río Martín, en la comarca del Bajo Martín, provincia de Teruel, España, es un monumento catalogado como Bien de Interés Cultural, en virtud de lo dispuesto en la disposición adicional segunda de la Ley 3/1999, de 10 de marzo, del Patrimonio Cultural Aragonés, y según queda reflejado en la Orden de 17 de abril de 2006, del Departamento de Educación, Cultura y Deporte, del Gobierno de Aragón, por la que se aprueba la relación de Castillos y su localización.
Presenta como identificador el código: 7/INM/TER/023/008/001.

## Historia
El castillo-palacio de Albalate se construyó bajo el mecenazgo del arzobispado de Zaragoza, no puede olvidarse que Albalate desde 1149, tras su reconquista por parte de las tropas de Ramón Berenguer IV, pasó a ser un señorío del arzobispado de Zaragoza, lo que queda perfectamente recalcado tanto en su nombre (Albalate del Arzobispo) como en el escudo de esta población aragonesa.
Según Vicente Bardavíu (erudito sacerdote, párroco de Albalate del Arzobispo), en el año 1240 ya se hacía referencia al castillo, pese a que las grandes obras de restauración y de ampliación se realizaron cuando la zona pertenecía a don Ximeno de Luna (1296-1309). Según el mismo Bardavíu las obras del castillo-palacio se adelantaron mucho cuando el arzobispado de Zaragoza estaba en manos de Dalmacio de Mur y Cervellón (arzobispo de Zaragoza entre 1431 y 1456), quien prácticamente dejó el edificio acabado. Por ello, se considera que el palacio en sí debió estar finalizado a mediados del siglo XV.
Dado su origen musulmán y estar en zona estratégica, no es de extrañar que con anterioridad a la conquista cristiana existiera en la zona una castillo o alcazaba árabe, aunque no queden restos actualmente.

## Descripción
El castillo de Albalate del Arzobispo comenzó a construirse en el siglo XIII pudiéndose afirmar que a mediados del siglo XIV ya estaba realizaba la mayoría de la obra, pese a que en siglos posteriores se realizaron modificaciones y actuaciones. Hay autores que consideran que el castillo se eleva sobre una antigua fortaleza musulmana de la que no queda actualmente ningún resto.
Se trata de una obra de fábrica de piedra de sillar y ladrillo, presentando decoración realizada en cerámica.
Podría catalogarse como un castillo gótico de carácter feudal que se utilizaba tanto como construcción defensiva como palacio residencial, teniendo este último carácter más importancia en la mayoría de las circunstancias. De este modo el castillo era símbolo del prestigio y poder del señor que en él habitaba marcando, la diferencia con el resto de la población del lugar.
Para poder desempeñar su función de prestigio de su morado el castillo-palacio se construyó ocupando una considerable extensión situada en un lugar estratégico para su uso como punto defensivo en caso de necesidad. En él se distinguía por un lado la zona residencial, que se situaba en la zona meridional, y por otro el recinto exterior. De esta forma el recinto se configura como un cuadrilátero alargado en el que el castillo se situaría en un extremo y el patio de armas, que presenta en los laterales norte y oeste amplias salas con cubierta en bóveda a las que se accede por un arco apuntado, mientras que el lateral oriental está tapiado por un muro con una puerta de acceso; ocuparía el resto del cuadrilátero. La zona residencia presentaba planta cuadrilátera con patio central abierto, el cual se encontraba rodeado por una serie de estancias, destacando el tramo o crujía situado al sudeste del complejo, en la que se elevó la casa señorial. El resto de las crujías son construcciones de una sola planta.
El recinto presentaba murallas que con el devenir del tiempo se modificaron y ampliaron, sobre todo durante el siglo XIX, utilizando para ello los materiales que se obtenían de otras construcciones y también materiales nuevos.
Los edificios situados al noroeste presentan una diferencia de nivel con respecto al resto, diferencia que se trata de salvar mediante una enorme bóveda de cañón apuntada. Por su parte la zona suroeste presenta como cubierta una bóveda también de cañón, pero en la que se emplean arcos torales, que no se han conservado, salvo uno, completos.
La zona palaciega como hemos dicho consta de dos plantas, en la baja puede observarse una estancia de planta rectangular cubierta con una gran bóveda de cañón apuntado. Tiene tan solo tres ventanas orientadas todas ellas al sudeste, pudiéndose describir las mismas como estrechas abocinadas y de una sola luz, Lo más destacado de estos vanos es sin duda su decoración que presenta tracería basada en tres lóbulos.
En el piso superior se encuentra uno de los elementos más destacados del palacio, la capilla.

### La Capilla
Respecto a la capilla, situada en el piso superior del edificio que constituye la residencia palaciega, podemos decir que su construcción debió realizarse entre los siglos XIV y XVI, siguiendo las pautas del estilo gótico y utilizando decoración cerámica.
Se trata de una estancia de planta trapezoidal que a partir de 1530 se dedicó a capilla No hay acuerdo entre los expertos sobre la datación concreta de la capilla: Bardavíu (1914), La Figuera (1919) y Guitart (1987), consideran que la capilla es obra de don Ximeno de Luna y por ello la datan antes de 1310. Por su parte, Manuel Siurana (1982) considera que la datación correcta debería realizarse del segundo cuarto de ese siglo, ya que, en su opinión, no debió llevarse a cabo hasta la prelatura de don Pedro López de Luna (1314-1345). En lo que sí se ponen todos de acuerdo es en que la construcción de la capilla fue posterior a la del resto del edificio, tal y como manifiesta el estudio de las marcas de cantero. Se encuentra dividida en seis crujías mediante arcos apuntados que presentan un perfil con moldura. De la cubierta de la estancia destaca la cornisa de madera formada por una moldura policromada que se extiende desde los arcos apuntados con escudos policromados en los soportes.
La iluminación interior se consigue gracias a las cinco grandes ventanas, dos de ellas en el patio interior y la tercera abierta hacia el exterior del edificio, todas ellas iguales: presentan dos luces y tracería trilobulada. También tiene una saetera, que da al exterior del recinto del castillo-palacio, en el lado en el que se eleva un pequeño púlpito enmarcado por columnas, de pequeño tamaño y colocadas a pares, y un arco apuntado; de base cónica presenta decoración vegetal y motivos geométricos.
El suelo de la capilla está decorado con cerámica mudéjar en dos colores (verde y blanca), y en la actualidad está totalmente restaurado. Hay autores que consideran que el suelo puede datarse a mediados del siglo XIV, presentando como motivo predominante en la decoración del mismo la estrella de ocho puntas enmarcada.
El presbiterio es de reducidas dimensiones y se cubre de bóveda estrellada, se accede a él a través de un arco carpanel apoyado sobre pilastras y lo más probable es que su construcción sea posterior al resto de la capilla.
Posterior a la construcción inicial de la capilla es también el campanario, que presenta planta octogonal y se sitúa en uno de los ángulos de la capilla, de fábrica de sillar en el basamento, mientras que los dos cuerpos que sobre él se elevan son de ladrillo y estilo mudéjar. 
El primer cuerpo de la torre no presenta abertura alguna, presentando como decoración una faja de esquinillas en cada lado; el cuerpo superior presenta ocho vanos con forma de arco de medio punto doblados y decorados con una faja de esquinillas en las zonas inferior y superior de los mismos , presentando cornisa que se remata con un chapitel cónico que se construyó posteriormente.